# Hillsborough megye (New Hampshire)
Hillsborough megye az Amerikai Egyesült Államokban, azon belül New Hampshire államban található. Megyeszékhelye Manchester és Nashua. Lakosainak száma 422 937 fő (2020. április 1.). Hillsborough megye Merrimack, Middlesex, Rockingham, Essex, Worcester, Cheshire és Sullivan megyékkel határos.

## Népesség
A megye népességének változása:
| Lakosok száma | 400 999 | 401 871 | 403 081 | 403 985 | 406 678 | 422 937 |
|               | 2010    | 2011    | 2012    | 2013    | 2015    | 2020    |